# Lotto Dstny Ladies
El Lotto Dstny Ladies (codi UCI: LDL) és un equip ciclista femení belga. Creat al 2006, té categoria UCI Women's Continental Teams. És la secció femenina de l'equip Lotto Dstny.

## Principals resultats
- A les proves de la Copa del món i de l'UCI Women's WorldTour:
  - Tour de Flandes femení: Grace Verbeke (2010)

## Classificacions UCI

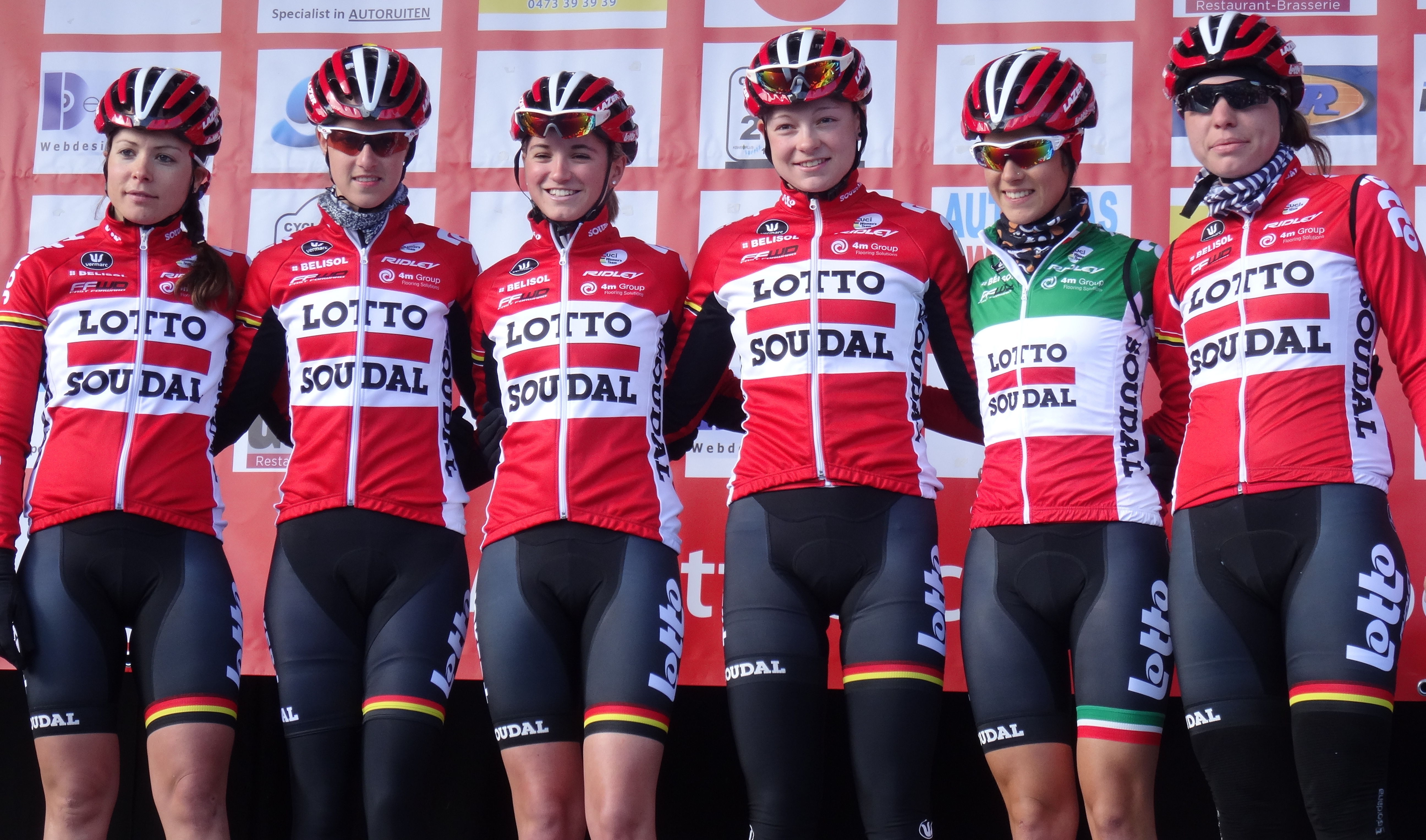
L'equip al 2015

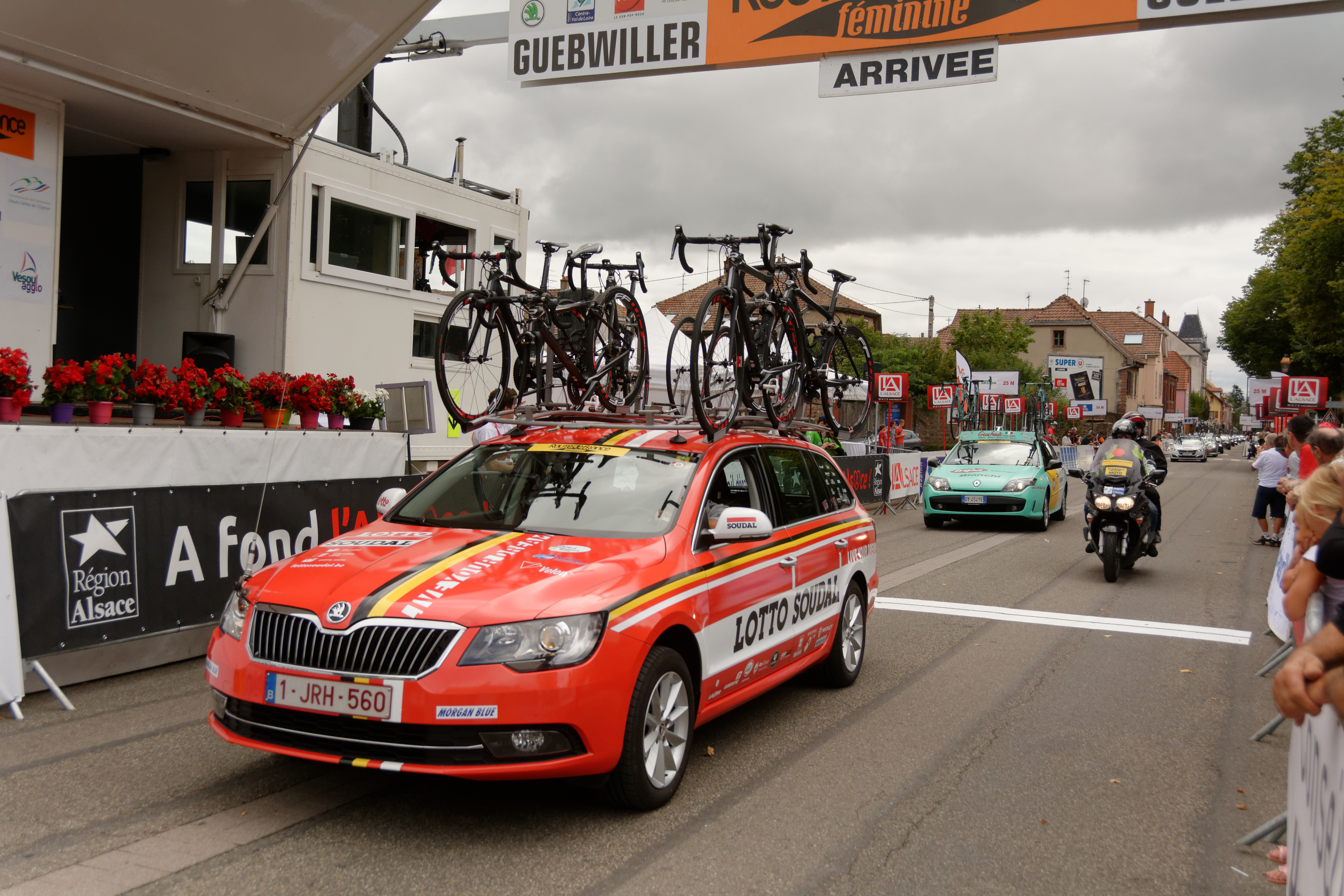
Vehicle de l'equip al 2015

Aquesta taula mostra la plaça de l'equip a la classificació de la Unió Ciclista Internacional a final de temporada i també la millor ciclista en la classificació individual de cada temporada.
| Temporada | Classificació per equips | Millor ciclista en la classificació individual |
| --------- | ------------------------ | ---------------------------------------------- |
| 2006      | 17è                      | Kathryn Watt (54a)                             |
| 2007      | 18è                      | Martine Bras (61a)                             |
| 2008      | 21è                      | Vera Koedooder (67a)                           |
| 2009      | 5è                       | Rochelle Gilmore (8a)                          |
| 2010      | 6è                       | Grace Verbeke (9a)                             |
| 2011      | 9è                       | Rochelle Gilmore (29a)                         |
| 2012      | 9è                       | Ashleigh Moolman (18a)                         |
| 2013      | 15è                      | Ashleigh Moolman (27a)                         |
| 2014      | 12è                      | Jolien D'Hoore (14a)                           |
| 2015      | 12è                      | Elena Cecchini (19a)                           |
| 2016      | 11è                      | Claudia Lichtenberg (32a)                      |
| 2017      | 19è                      | Lotte Kopecky (41a)                            |
| 2018      | 23è                      | Lotte Kopecky (49a)                            |
| 2019      | 18è                      | Lotte Kopecky (13a)                            |
| 2020      | 11è                      | Lotte Kopecky (8a)                             |
| 2021      | 34è                      | Hanna Nilsson (222a)                           |

Del 2006 al 2015 l'equip va participar en la Copa del món
| Temporada | Classificació per equips | Millor ciclista en la classificació individual |
| --------- | ------------------------ | ---------------------------------------------- |
| 2006      | 31è                      | An Van Rie (76a)                               |
| 2007      | 13è                      | Martine Bras (41a)                             |
| 2008      | 25è                      | Sara Carrigan (25a)                            |
| 2009      | 7è                       | Grace Verbeke (9a)                             |
| 2010      | 5è                       | Grace Verbeke (7a)                             |
| 2011      | 7è                       | Rochelle Gilmore (26a)                         |
| 2012      | 16è                      | Ashleigh Moolman (20a)                         |
| 2013      | 14è                      | Ashleigh Moolman (22a)                         |
| 2014      | 10è                      | Jolien D'Hoore (24a)                           |
| 2015      | 9è                       | Elena Cecchini (11a)                           |

A partir del 2016, l'UCI Women's WorldTour va substituir la copa del món
| Temporada | Classificació per equips | Millor ciclista en la classificació individual |
| --------- | ------------------------ | ---------------------------------------------- |
| 2016      | 14è                      | Claudia Lichtenberg (22a)                      |
| 2017      | 20è                      | Lotte Kopecky (51a)                            |
| 2018      | 24è                      | Lotte Kopecky (91a)                            |
| 2019      | 13è                      | Lotte Kopecky (17a)                            |
| 2020      | 10è                      | Lotte Kopecky (5a)                             |
| 2021      | 20è                      | Hanna Nilsson (107a)                           |

## Composició de l'equip
| \| Llista de l'equip 2012 \| Llista de l'equip 2012 \| Llista de l'equip 2012 \| Llista de l'equip 2012 \| \| Ciclista \| Data de naixement \| Equip previ \| \| \| ---------------------- \| ---------------------- \| ------------------------------------------ \| ---------------------- \| \| Bo Carless \| 23 de juliol de 1993 \| \| \| \| Robyn de Groot \| 26 de desembre de 1982 \| MTN (2010) \| \| \| Sofie De Vuyst \| 2 de abril de 1987 \| Topsport Vlaanderen Thompson Ladies (2008) \| \| \| Ann-Sophie Duyck \| 23 de juliol de 1987 \| \| \| \| Joline Goossens \| 18 de juny de 1985 \| \| \| \| Kaat Hannes \| 21 de novembre de 1991 \| Topsport Vlaanderen 2012-Ridley (2011) \| \| \| Ludivine Henrion \| 23 de gener de 1984 \| Red Sun Cycling Team (2010) \| \| \| Ashleigh Moolman \| 9 de desembre de 1985 \| \| \| \| Lise Olivier \| 30 de maig de 1983 \| \| \| \| An-Li Pretorius \| 16 de agost de 1987 \| MTN-Qhubeka (2011) \| \| \| Kim Schoonbaert \| 2 de març de 1986 \| \| \| \| Cherise Taylor \| 6 de novembre de 1989 \| MTN (2010) \| \| \| Joanna van de Winkel \| 22 de abril de 1982 \| \| \| \| Katrien Van Looy \| 19 de juny de 1989 \| Topsport Vlaanderen-Thompson (2010) \| \| \| \| \| \| \| \| Font: UCI \| \| \| \| |                        |                                            |  |
| Llista de l'equip 2012 |                        |                                            |  |
| Ciclista | Data de naixement      | Equip previ                                |  |
| Bo Carless | 23 de juliol de 1993   |                                            |  |
| Robyn de Groot | 26 de desembre de 1982 | MTN (2010)                                 |  |
| Sofie De Vuyst | 2 de abril de 1987     | Topsport Vlaanderen Thompson Ladies (2008) |  |
| Ann-Sophie Duyck | 23 de juliol de 1987   |                                            |  |
| Joline Goossens | 18 de juny de 1985     |                                            |  |
| Kaat Hannes | 21 de novembre de 1991 | Topsport Vlaanderen 2012-Ridley (2011)     |  |
| Ludivine Henrion | 23 de gener de 1984    | Red Sun Cycling Team (2010)                |  |
| Ashleigh Moolman | 9 de desembre de 1985  |                                            |  |
| Lise Olivier | 30 de maig de 1983     |                                            |  |
| An-Li Pretorius | 16 de agost de 1987    | MTN-Qhubeka (2011)                         |  |
| Kim Schoonbaert | 2 de març de 1986      |                                            |  |
| Cherise Taylor | 6 de novembre de 1989  | MTN (2010)                                 |  |
| Joanna van de Winkel | 22 de abril de 1982    |                                            |  |
| Katrien Van Looy | 19 de juny de 1989     | Topsport Vlaanderen-Thompson (2010)        |  |
| |                        |                                            |  |
| Font: UCI |                        |                                            |  |

| \| Llista de l'equip 2013 \| Llista de l'equip 2013 \| Llista de l'equip 2013 \| Llista de l'equip 2013 \| \| Ciclista \| Data de naixement \| Equip previ \| \| \| ---------------------- \| ---------------------- \| -------------------------------------- \| ---------------------- \| \| Marijn de Vries \| 19 de novembre de 1978 \| AA Drink-Leontien.nl (2012) \| \| \| Jolien D'Hoore \| 14 de març de 1990 \| Topsport Vlaanderen-Ridley (2012) \| \| \| Ann-Sophie Duyck \| 23 de juliol de 1987 \| \| \| \| Kaat Hannes \| 21 de novembre de 1991 \| Topsport Vlaanderen 2012-Ridley (2011) \| \| \| Sharon Laws \| 7 de juliol de 1974 \| AA Drink-Leontien.nl (2012) \| \| \| Steffi Lodewyks \| 22 de maig de 1993 \| \| \| \| Michal Ella \| 24 de juliol de 1987 \| SC Michela Fanini Rox (2012) \| \| \| Ashleigh Moolman \| 9 de desembre de 1985 \| \| \| \| Marion Rousse \| 17 de agost de 1991 \| Vienne Futuroscope (2012) \| \| \| Kim Schoonbaert \| 2 de març de 1986 \| \| \| \| Carlee Taylor \| 15 de febrer de 1989 \| Vienne Futuroscope (2012) \| \| \| Céline Van Severen \| 17 de setembre de 1993 \| Sengers (2012) \| \| \| \| \| \| \| \| Font: UCI \| \| \| \| |                        |                                        |  |
| Llista de l'equip 2013 |                        |                                        |  |
| Ciclista | Data de naixement      | Equip previ                            |  |
| Marijn de Vries | 19 de novembre de 1978 | AA Drink-Leontien.nl (2012)            |  |
| Jolien D'Hoore | 14 de març de 1990     | Topsport Vlaanderen-Ridley (2012)      |  |
| Ann-Sophie Duyck | 23 de juliol de 1987   |                                        |  |
| Kaat Hannes | 21 de novembre de 1991 | Topsport Vlaanderen 2012-Ridley (2011) |  |
| Sharon Laws | 7 de juliol de 1974    | AA Drink-Leontien.nl (2012)            |  |
| Steffi Lodewyks | 22 de maig de 1993     |                                        |  |
| Michal Ella | 24 de juliol de 1987   | SC Michela Fanini Rox (2012)           |  |
| Ashleigh Moolman | 9 de desembre de 1985  |                                        |  |
| Marion Rousse | 17 de agost de 1991    | Vienne Futuroscope (2012)              |  |
| Kim Schoonbaert | 2 de març de 1986      |                                        |  |
| Carlee Taylor | 15 de febrer de 1989   | Vienne Futuroscope (2012)              |  |
| Céline Van Severen | 17 de setembre de 1993 | Sengers (2012)                         |  |
| |                        |                                        |  |
| Font: UCI |                        |                                        |  |

| \| Llista de l'equip 2014 \| Llista de l'equip 2014 \| Llista de l'equip 2014 \| Llista de l'equip 2014 \| \| Ciclista \| Data de naixement \| Equip previ \| \| \| ---------------------------------------- \| ---------------------- \| --------------------------------------- \| ---------------------- \| \| Isabelle Beckers \| 4 de març de 1983 \| Bigla (2013) \| \| \| Amy Cure \| 31 de desembre de 1992 \| Orica-AIS (2013) \| \| \| Heidi Dalton (22 de abr–31 de des) \| 21 de març de 1995 \| \| \| \| Liesbet De Vocht \| 5 de gener de 1979 \| Rabo Women (2013) \| \| \| Lieselot Decroix \| 12 de maig de 1987 \| Cyclelive Plus-Zannata (2013) \| \| \| Jolien D'Hoore \| 14 de març de 1990 \| Topsport Vlaanderen-Ridley (2012) \| \| \| Chantal Hoffmann \| 30 de octubre de 1987 \| Wielerclub de sprinters Malderen (2013) \| \| \| Molly Meyvisch \| 27 de octubre de 1995 \| \| \| \| Joëlle Numainville (22 de ago–31 de des) \| 20 de novembre de 1987 \| Optum-Kelly Benefit Strategies (2014) \| \| \| Emma Pooley (1 de gen–3 de ago) \| 3 de octubre de 1982 \| Bigla (2013) \| \| \| Sarah Rijkes \| 2 de abril de 1991 \| \| \| \| Marion Rousse \| 17 de agost de 1991 \| Vienne Futuroscope (2012) \| \| \| Isabelle Söderberg \| 28 de maig de 1989 \| Cramo-Go:Green (2013) \| \| \| Céline Van Severen \| 17 de setembre de 1993 \| Sengers (2012) \| \| \| Anisha Vekemans \| 17 de agost de 1991 \| Topsport Vlaanderen-Bioracer (2013) \| \| \| Sara Verhaest \| 13 de desembre de 1995 \| \| \| \| \| \| \| \| \| Font: UCI \| \| \| \| |                        |                                         |  |
| Llista de l'equip 2014 |                        |                                         |  |
| Ciclista | Data de naixement      | Equip previ                             |  |
| Isabelle Beckers | 4 de març de 1983      | Bigla (2013)                            |  |
| Amy Cure | 31 de desembre de 1992 | Orica-AIS (2013)                        |  |
| Heidi Dalton (22 de abr–31 de des) | 21 de març de 1995     |                                         |  |
| Liesbet De Vocht | 5 de gener de 1979     | Rabo Women (2013)                       |  |
| Lieselot Decroix | 12 de maig de 1987     | Cyclelive Plus-Zannata (2013)           |  |
| Jolien D'Hoore | 14 de març de 1990     | Topsport Vlaanderen-Ridley (2012)       |  |
| Chantal Hoffmann | 30 de octubre de 1987  | Wielerclub de sprinters Malderen (2013) |  |
| Molly Meyvisch | 27 de octubre de 1995  |                                         |  |
| Joëlle Numainville (22 de ago–31 de des) | 20 de novembre de 1987 | Optum-Kelly Benefit Strategies (2014)   |  |
| Emma Pooley (1 de gen–3 de ago) | 3 de octubre de 1982   | Bigla (2013)                            |  |
| Sarah Rijkes | 2 de abril de 1991     |                                         |  |
| Marion Rousse | 17 de agost de 1991    | Vienne Futuroscope (2012)               |  |
| Isabelle Söderberg | 28 de maig de 1989     | Cramo-Go:Green (2013)                   |  |
| Céline Van Severen | 17 de setembre de 1993 | Sengers (2012)                          |  |
| Anisha Vekemans | 17 de agost de 1991    | Topsport Vlaanderen-Bioracer (2013)     |  |
| Sara Verhaest | 13 de desembre de 1995 |                                         |  |
| |                        |                                         |  |
| Font: UCI |                        |                                         |  |

| \| Llista de l'equip 2015 \| Llista de l'equip 2015 \| Llista de l'equip 2015 \| Llista de l'equip 2015 \| \| Ciclista \| Data de naixement \| Equip previ \| \| \| ---------------------- \| ---------------------- \| --------------------------------------- \| ---------------------- \| \| Jacquelina Alvarez \| 21 de agost de 1989 \| \| \| \| Isabelle Beckers \| 4 de març de 1983 \| Bigla (2013) \| \| \| Elena Cecchini \| 25 de maig de 1992 \| Estado de México-Faren (2014) \| \| \| Amy Cure \| 31 de desembre de 1992 \| Orica-AIS (2013) \| \| \| Jessie Daams \| 28 de maig de 1990 \| Boels Dolmans (2014) \| \| \| Lieselot Decroix \| 12 de maig de 1987 \| Cyclelive Plus-Zannata (2013) \| \| \| Chantal Hoffmann \| 30 de octubre de 1987 \| Wielerclub de sprinters Malderen (2013) \| \| \| Molly Meyvisch \| 27 de octubre de 1995 \| \| \| \| Anouk Rijff \| 6 de abril de 1996 \| \| \| \| Sarah Rijkes \| 2 de abril de 1991 \| \| \| \| Marion Rousse \| 17 de agost de 1991 \| Vienne Futuroscope (2012) \| \| \| Carlee Taylor \| 15 de febrer de 1989 \| Orica-AIS (2014) \| \| \| Jesse Vandenbulcke \| 17 de gener de 1996 \| \| \| \| Anisha Vekemans \| 17 de agost de 1991 \| Topsport Vlaanderen-Bioracer (2013) \| \| \| Susanna Zorzi \| 13 de març de 1992 \| Astana BePink Womens (2014) \| \| \| \| \| \| \| \| Font: UCI \| \| \| \|Nota: Jacquelina Alvarez |                        |                                         |  |
| Llista de l'equip 2015 |                        |                                         |  |
| Ciclista | Data de naixement      | Equip previ                             |  |
| Jacquelina Alvarez | 21 de agost de 1989    |                                         |  |
| Isabelle Beckers | 4 de març de 1983      | Bigla (2013)                            |  |
| Elena Cecchini | 25 de maig de 1992     | Estado de México-Faren (2014)           |  |
| Amy Cure | 31 de desembre de 1992 | Orica-AIS (2013)                        |  |
| Jessie Daams | 28 de maig de 1990     | Boels Dolmans (2014)                    |  |
| Lieselot Decroix | 12 de maig de 1987     | Cyclelive Plus-Zannata (2013)           |  |
| Chantal Hoffmann | 30 de octubre de 1987  | Wielerclub de sprinters Malderen (2013) |  |
| Molly Meyvisch | 27 de octubre de 1995  |                                         |  |
| Anouk Rijff | 6 de abril de 1996     |                                         |  |
| Sarah Rijkes | 2 de abril de 1991     |                                         |  |
| Marion Rousse | 17 de agost de 1991    | Vienne Futuroscope (2012)               |  |
| Carlee Taylor | 15 de febrer de 1989   | Orica-AIS (2014)                        |  |
| Jesse Vandenbulcke | 17 de gener de 1996    |                                         |  |
| Anisha Vekemans | 17 de agost de 1991    | Topsport Vlaanderen-Bioracer (2013)     |  |
| Susanna Zorzi | 13 de març de 1992     | Astana BePink Womens (2014)             |  |
| |                        |                                         |  |
| Font: UCI |                        |                                         |  |

| \| Llista de l'equip 2016 \| Llista de l'equip 2016 \| Llista de l'equip 2016 \| Llista de l'equip 2016 \| \| Ciclista \| Data de naixement \| Equip previ \| \| \| ---------------------- \| ---------------------- \| --------------------------------------- \| ---------------------- \| \| Isabelle Beckers \| 4 de març de 1983 \| Bigla (2013) \| \| \| Jessie Daams \| 28 de maig de 1990 \| Boels Dolmans (2014) \| \| \| Lieselot Decroix \| 12 de maig de 1987 \| Cyclelive Plus-Zannata (2013) \| \| \| Élise Delzenne \| 28 de gener de 1989 \| Velocio-SRAM (2015) \| \| \| Chantal Hoffmann \| 30 de octubre de 1987 \| Wielerclub de sprinters Malderen (2013) \| \| \| Willeke Knol \| 10 de abril de 1991 \| Liv-Plantur (2015) \| \| \| Lotte Kopecky \| 10 de novembre de 1995 \| Topsport Vlaanderen-Pro-Duo (2015) \| \| \| Claudia Lichtenberg \| 17 de novembre de 1985 \| Liv-Plantur (2015) \| \| \| Anouk Rijff \| 6 de abril de 1996 \| \| \| \| Anisha Vekemans \| 17 de agost de 1991 \| Topsport Vlaanderen-Bioracer (2013) \| \| \| Sofie De Vuyst \| 2 de abril de 1987 \| Lensworld-Zannata (2015) \| \| \| Susanna Zorzi \| 13 de març de 1992 \| Astana BePink Womens (2014) \| \| \| An-Li Pretorius \| 16 de agost de 1987 \| MTN-Qhubeka (2011) \| \| \| Fenna Vanhoutte \| 6 de juliol de 1997 \| \| \| \| \| \| \| \| \| Font: UCI \| \| \| \| |                        |                                         |  |
| Llista de l'equip 2016 |                        |                                         |  |
| Ciclista | Data de naixement      | Equip previ                             |  |
| Isabelle Beckers | 4 de març de 1983      | Bigla (2013)                            |  |
| Jessie Daams | 28 de maig de 1990     | Boels Dolmans (2014)                    |  |
| Lieselot Decroix | 12 de maig de 1987     | Cyclelive Plus-Zannata (2013)           |  |
| Élise Delzenne | 28 de gener de 1989    | Velocio-SRAM (2015)                     |  |
| Chantal Hoffmann | 30 de octubre de 1987  | Wielerclub de sprinters Malderen (2013) |  |
| Willeke Knol | 10 de abril de 1991    | Liv-Plantur (2015)                      |  |
| Lotte Kopecky | 10 de novembre de 1995 | Topsport Vlaanderen-Pro-Duo (2015)      |  |
| Claudia Lichtenberg | 17 de novembre de 1985 | Liv-Plantur (2015)                      |  |
| Anouk Rijff | 6 de abril de 1996     |                                         |  |
| Anisha Vekemans | 17 de agost de 1991    | Topsport Vlaanderen-Bioracer (2013)     |  |
| Sofie De Vuyst | 2 de abril de 1987     | Lensworld-Zannata (2015)                |  |
| Susanna Zorzi | 13 de març de 1992     | Astana BePink Womens (2014)             |  |
| An-Li Pretorius | 16 de agost de 1987    | MTN-Qhubeka (2011)                      |  |
| Fenna Vanhoutte | 6 de juliol de 1997    |                                         |  |
| |                        |                                         |  |
| Font: UCI |                        |                                         |  |

| \| Llista de l'equip 2017 \| Llista de l'equip 2017 \| Llista de l'equip 2017 \| Llista de l'equip 2017 \| \| Ciclista \| Data de naixement \| Equip previ \| \| \| --------------------------------------- \| ---------------------- \| ----------------------------------------- \| ---------------------- \| \| Isabelle Beckers \| 4 de març de 1983 \| Bigla (2013) \| \| \| Alana Castrique \| 8 de maig de 1999 \| \| \| \| Valerie Demey \| 17 de gener de 1994 \| Sport Vlaanderen-Etixx (2017) \| \| \| Annelies Dom \| 8 de abril de 1986 \| Lensworld-Zannata (2016) \| \| \| Chantal Hoffmann \| 30 de octubre de 1987 \| Wielerclub de sprinters Malderen (2013) \| \| \| Demi de Jong \| 11 de febrer de 1995 \| Boels Dolmans (2016) \| \| \| Kelly Van den Steen \| 1 de setembre de 1995 \| Sport Vlaanderen-Etixx (2017) \| \| \| Lotte Kopecky \| 10 de novembre de 1995 \| Topsport Vlaanderen-Pro-Duo (2015) \| \| \| Puck Moonen \| 20 de març de 1996 \| \| \| \| Julie Van de Velde (3 de jul–31 de des) \| 2 de juny de 1993 \| \| \| \| Fenna Vanhoutte \| 6 de juliol de 1997 \| \| \| \| Annabelle Dreville \| 4 de març de 1995 \| FDJ-Nouvelle Aquitaine-Futuroscope (2017) \| \| \| Marjolein van 't Geloof \| 27 de març de 1996 \| Jan van Arckel (2017) \| \| \| \| \| \| \| \| Font: Cycling Archives \| \| \| \| |                        |                                           |  |
| Llista de l'equip 2017 |                        |                                           |  |
| Ciclista | Data de naixement      | Equip previ                               |  |
| Isabelle Beckers | 4 de març de 1983      | Bigla (2013)                              |  |
| Alana Castrique | 8 de maig de 1999      |                                           |  |
| Valerie Demey | 17 de gener de 1994    | Sport Vlaanderen-Etixx (2017)             |  |
| Annelies Dom | 8 de abril de 1986     | Lensworld-Zannata (2016)                  |  |
| Chantal Hoffmann | 30 de octubre de 1987  | Wielerclub de sprinters Malderen (2013)   |  |
| Demi de Jong | 11 de febrer de 1995   | Boels Dolmans (2016)                      |  |
| Kelly Van den Steen | 1 de setembre de 1995  | Sport Vlaanderen-Etixx (2017)             |  |
| Lotte Kopecky | 10 de novembre de 1995 | Topsport Vlaanderen-Pro-Duo (2015)        |  |
| Puck Moonen | 20 de març de 1996     |                                           |  |
| Julie Van de Velde (3 de jul–31 de des) | 2 de juny de 1993      |                                           |  |
| Fenna Vanhoutte | 6 de juliol de 1997    |                                           |  |
| Annabelle Dreville | 4 de març de 1995      | FDJ-Nouvelle Aquitaine-Futuroscope (2017) |  |
| Marjolein van 't Geloof | 27 de març de 1996     | Jan van Arckel (2017)                     |  |
| |                        |                                           |  |
| Font: Cycling Archives |                        |                                           |  |

| \| Llista de l'equip 2018 \| Llista de l'equip 2018 \| Llista de l'equip 2018 \| Llista de l'equip 2018 \| \| Ciclista \| Data de naixement \| Equip previ \| \| \| ----------------------- \| ---------------------- \| ----------------------------------------- \| ---------------------- \| \| Isabelle Beckers \| 4 de març de 1983 \| Bigla (2013) \| \| \| Alana Castrique \| 8 de maig de 1999 \| \| \| \| Demi de Jong \| 11 de febrer de 1995 \| Parkhotel Valkenburg-Destil (2017) \| \| \| Valerie Demey \| 17 de gener de 1994 \| Sport Vlaanderen-Etixx (2017) \| \| \| Annelies Dom \| 8 de abril de 1986 \| Lensworld-Zannata (2016) \| \| \| Annabelle Dreville \| 4 de març de 1995 \| FDJ-Nouvelle Aquitaine-Futuroscope (2017) \| \| \| Chantal Hoffmann \| 30 de octubre de 1987 \| Wielerclub de sprinters Malderen (2013) \| \| \| Lotte Kopecky \| 10 de novembre de 1995 \| Topsport Vlaanderen-Pro-Duo (2015) \| \| \| Puck Moonen \| 20 de març de 1996 \| \| \| \| Julie Van de Velde \| 2 de juny de 1993 \| \| \| \| Kelly Van den Steen \| 1 de setembre de 1995 \| Sport Vlaanderen-Etixx (2017) \| \| \| Marjolein van 't Geloof \| 27 de març de 1996 \| Jan van Arckel (2017) \| \| \| Fenna Vanhoutte \| 6 de juliol de 1997 \| \| \| \| \| \| \| \| \| Font: UCI \| \| \| \| |                        |                                           |  |
| Llista de l'equip 2018 |                        |                                           |  |
| Ciclista | Data de naixement      | Equip previ                               |  |
| Isabelle Beckers | 4 de març de 1983      | Bigla (2013)                              |  |
| Alana Castrique | 8 de maig de 1999      |                                           |  |
| Demi de Jong | 11 de febrer de 1995   | Parkhotel Valkenburg-Destil (2017)        |  |
| Valerie Demey | 17 de gener de 1994    | Sport Vlaanderen-Etixx (2017)             |  |
| Annelies Dom | 8 de abril de 1986     | Lensworld-Zannata (2016)                  |  |
| Annabelle Dreville | 4 de març de 1995      | FDJ-Nouvelle Aquitaine-Futuroscope (2017) |  |
| Chantal Hoffmann | 30 de octubre de 1987  | Wielerclub de sprinters Malderen (2013)   |  |
| Lotte Kopecky | 10 de novembre de 1995 | Topsport Vlaanderen-Pro-Duo (2015)        |  |
| Puck Moonen | 20 de març de 1996     |                                           |  |
| Julie Van de Velde | 2 de juny de 1993      |                                           |  |
| Kelly Van den Steen | 1 de setembre de 1995  | Sport Vlaanderen-Etixx (2017)             |  |
| Marjolein van 't Geloof | 27 de març de 1996     | Jan van Arckel (2017)                     |  |
| Fenna Vanhoutte | 6 de juliol de 1997    |                                           |  |
| |                        |                                           |  |
| Font: UCI |                        |                                           |  |

| \| Llista de l'equip 2019 \| Llista de l'equip 2019 \| Llista de l'equip 2019 \| Llista de l'equip 2019 \| \| Ciclista \| Data de naixement \| Equip previ \| \| \| ---------------------- \| ---------------------- \| --------------------------------------- \| ---------------------- \| \| Danique Braam \| 5 de setembre de 1995 \| \| \| \| Alana Castrique \| 8 de maig de 1999 \| \| \| \| Danielle Christmas \| 21 de desembre de 1987 \| Bizkaia-Durango (2018) \| \| \| Demi de Jong \| 11 de febrer de 1995 \| Parkhotel Valkenburg-Destil (2017) \| \| \| Marie Dessart \| 13 de desembre de 1981 \| \| \| \| Annelies Dom \| 8 de abril de 1986 \| Lensworld-Zannata (2016) \| \| \| Chantal Hoffmann \| 30 de octubre de 1987 \| Wielerclub de sprinters Malderen (2013) \| \| \| Lotte Kopecky \| 10 de novembre de 1995 \| Topsport Vlaanderen-Pro-Duo (2015) \| \| \| Puck Moonen \| 20 de març de 1996 \| \| \| \| Nguyễn Thị Thật \| 6 de març de 1993 \| World Cycling Centre (2018) \| \| \| Julie Van de Velde \| 2 de juny de 1993 \| \| \| \| Kelly Van den Steen \| 1 de setembre de 1995 \| Sport Vlaanderen-Etixx (2017) \| \| \| Fenna Vanhoutte \| 6 de juliol de 1997 \| \| \| \| \| \| \| \| \| Font: UCI \| \| \| \|Nota: Danique Braam |                        |                                         |  |
| Llista de l'equip 2019 |                        |                                         |  |
| Ciclista | Data de naixement      | Equip previ                             |  |
| Danique Braam | 5 de setembre de 1995  |                                         |  |
| Alana Castrique | 8 de maig de 1999      |                                         |  |
| Danielle Christmas | 21 de desembre de 1987 | Bizkaia-Durango (2018)                  |  |
| Demi de Jong | 11 de febrer de 1995   | Parkhotel Valkenburg-Destil (2017)      |  |
| Marie Dessart | 13 de desembre de 1981 |                                         |  |
| Annelies Dom | 8 de abril de 1986     | Lensworld-Zannata (2016)                |  |
| Chantal Hoffmann | 30 de octubre de 1987  | Wielerclub de sprinters Malderen (2013) |  |
| Lotte Kopecky | 10 de novembre de 1995 | Topsport Vlaanderen-Pro-Duo (2015)      |  |
| Puck Moonen | 20 de març de 1996     |                                         |  |
| Nguyễn Thị Thật | 6 de març de 1993      | World Cycling Centre (2018)             |  |
| Julie Van de Velde | 2 de juny de 1993      |                                         |  |
| Kelly Van den Steen | 1 de setembre de 1995  | Sport Vlaanderen-Etixx (2017)           |  |
| Fenna Vanhoutte | 6 de juliol de 1997    |                                         |  |
| |                        |                                         |  |
| Font: UCI |                        |                                         |  |

| \| Llista de l'equip 2020 \| Llista de l'equip 2020 \| Llista de l'equip 2020 \| Llista de l'equip 2020 \| \| Ciclista \| Data de naixement \| Equip previ \| \| \| ---------------------- \| ---------------------- \| ---------------------------------- \| ---------------------- \| \| Teuntje Beekhuis \| 18 de agost de 1995 \| Biehler Pro Cycling (2019) \| \| \| Danique Braam \| 5 de setembre de 1995 \| Jan van Arckel (2018) \| \| \| Alana Castrique \| 8 de maig de 1999 \| \| \| \| Danielle Christmas \| 21 de desembre de 1987 \| Bizkaia-Durango (2018) \| \| \| Annelies Dom \| 8 de abril de 1986 \| Lensworld-Zannata (2016) \| \| \| Arianna Fidanza \| 6 de gener de 1995 \| Eurotarget-Bianchi-Vitasana (2019) \| \| \| Lotte Kopecky \| 10 de novembre de 1995 \| Topsport Vlaanderen-Pro-Duo (2015) \| \| \| Christina Siggaard \| 24 de març de 1994 \| Virtu Cycling Women (2019) \| \| \| Lone Meertens \| 16 de abril de 1998 \| Keukens Redant (2019) \| \| \| Nguyễn Thị Thật \| 6 de març de 1993 \| World Cycling Centre (2018) \| \| \| Abby-Mae Parkinson \| 30 de juliol de 1997 \| Lotto Soudal Ladies (2020) \| \| \| Julie Van de Velde \| 2 de juny de 1993 \| \| \| \| Cameron Vandenbroucke \| 10 de febrer de 1999 \| \| \| \| Jesse Vandenbulcke \| 17 de gener de 1996 \| Doltcini-Van Eyck Sport (2019) \| \| \| \| \| \| \| \| Font: UCI \| \| \| \| |                        |                                    |  |
| Llista de l'equip 2020 |                        |                                    |  |
| Ciclista | Data de naixement      | Equip previ                        |  |
| Teuntje Beekhuis | 18 de agost de 1995    | Biehler Pro Cycling (2019)         |  |
| Danique Braam | 5 de setembre de 1995  | Jan van Arckel (2018)              |  |
| Alana Castrique | 8 de maig de 1999      |                                    |  |
| Danielle Christmas | 21 de desembre de 1987 | Bizkaia-Durango (2018)             |  |
| Annelies Dom | 8 de abril de 1986     | Lensworld-Zannata (2016)           |  |
| Arianna Fidanza | 6 de gener de 1995     | Eurotarget-Bianchi-Vitasana (2019) |  |
| Lotte Kopecky | 10 de novembre de 1995 | Topsport Vlaanderen-Pro-Duo (2015) |  |
| Christina Siggaard | 24 de març de 1994     | Virtu Cycling Women (2019)         |  |
| Lone Meertens | 16 de abril de 1998    | Keukens Redant (2019)              |  |
| Nguyễn Thị Thật | 6 de març de 1993      | World Cycling Centre (2018)        |  |
| Abby-Mae Parkinson | 30 de juliol de 1997   | Lotto Soudal Ladies (2020)         |  |
| Julie Van de Velde | 2 de juny de 1993      |                                    |  |
| Cameron Vandenbroucke | 10 de febrer de 1999   |                                    |  |
| Jesse Vandenbulcke | 17 de gener de 1996    | Doltcini-Van Eyck Sport (2019)     |  |
| |                        |                                    |  |
| Font: UCI |                        |                                    |  |

| \| Llista de l'equip 2021 \| Llista de l'equip 2021 \| Llista de l'equip 2021 \| Llista de l'equip 2021 \| \| Ciclista \| Data de naixement \| Equip previ \| \| \| ---------------------- \| ---------------------- \| ------------------------------ \| ---------------------- \| \| Danique Braam \| 5 de setembre de 1995 \| Jan van Arckel (2018) \| \| \| Alana Castrique \| 8 de maig de 1999 \| \| \| \| Lone Meertens \| 16 de abril de 1998 \| Keukens Redant (2019) \| \| \| Hanna Nilsson \| 16 de febrer de 1992 \| Parkhotel Valkenburg (2020) \| \| \| Abby-Mae Parkinson \| 30 de juliol de 1997 \| Lotto Soudal Ladies (2021) \| \| \| Anna Plichta \| 10 de febrer de 1992 \| Trek-Segafredo (2020) \| \| \| Christina Siggaard \| 24 de març de 1994 \| Virtu Cycling Women (2019) \| \| \| Silke Smulders \| 1 de abril de 2001 \| \| \| \| Jesse Vandenbulcke \| 17 de gener de 1996 \| Doltcini-Van Eyck Sport (2019) \| \| \| Elise vander Sande \| 1 de desembre de 1997 \| Keukens Redant (2020) \| \| \| \| \| \| \| \| Font: UCI \| \| \| \| |                       |                                |  |
| Llista de l'equip 2021 |                       |                                |  |
| Ciclista | Data de naixement     | Equip previ                    |  |
| Danique Braam | 5 de setembre de 1995 | Jan van Arckel (2018)          |  |
| Alana Castrique | 8 de maig de 1999     |                                |  |
| Lone Meertens | 16 de abril de 1998   | Keukens Redant (2019)          |  |
| Hanna Nilsson | 16 de febrer de 1992  | Parkhotel Valkenburg (2020)    |  |
| Abby-Mae Parkinson | 30 de juliol de 1997  | Lotto Soudal Ladies (2021)     |  |
| Anna Plichta | 10 de febrer de 1992  | Trek-Segafredo (2020)          |  |
| Christina Siggaard | 24 de març de 1994    | Virtu Cycling Women (2019)     |  |
| Silke Smulders | 1 de abril de 2001    |                                |  |
| Jesse Vandenbulcke | 17 de gener de 1996   | Doltcini-Van Eyck Sport (2019) |  |
| Elise vander Sande | 1 de desembre de 1997 | Keukens Redant (2020)          |  |
| |                       |                                |  |
| Font: UCI |                       |                                |  |

| \| Llista de l'equip 2022 \| Llista de l'equip 2022 \| Llista de l'equip 2022 \| Llista de l'equip 2022 \| \| Ciclista \| Data de naixement \| Equip previ \| \| \| ---------------------- \| ---------------------- \| --------------------------------- \| ---------------------- \| \| Eefje Brandt \| 22 de maig de 2002 \| Multum Accountants (2021) \| \| \| Kristýna Burlová \| 25 de març de 2002 \| \| \| \| Katrijn De Clercq \| 5 de febrer de 2002 \| \| \| \| Mieke Docx \| 8 de juny de 1996 \| Doltcini-Van Eyck-Proximus (2021) \| \| \| Mijntje Geurts \| 25 de octubre de 2003 \| \| \| \| Esmée Gielkens \| 12 de setembre de 2001 \| \| \| \| Josie Knight \| 29 de març de 1997 \| Team WNT (2017) \| \| \| Abby-Mae Parkinson \| 30 de juliol de 1997 \| Lotto Soudal Ladies (2022) \| \| \| Marla Sigmund \| 23 de juny de 2003 \| \| \| \| Ines Van de Paar \| 3 de març de 2003 \| \| \| \| Elise vander Sande \| 1 de desembre de 1997 \| Keukens Redant (2020) \| \| \| Sterre Vervloet \| 26 de novembre de 2003 \| \| \| \| Kylie Waterreus \| 22 de març de 1998 \| Multum Accountants (2021) \| \| \| \| \| \| \| \| Font: UCI \| \| \| \| |                        |                                   |  |
| Llista de l'equip 2022 |                        |                                   |  |
| Ciclista | Data de naixement      | Equip previ                       |  |
| Eefje Brandt | 22 de maig de 2002     | Multum Accountants (2021)         |  |
| Kristýna Burlová | 25 de març de 2002     |                                   |  |
| Katrijn De Clercq | 5 de febrer de 2002    |                                   |  |
| Mieke Docx | 8 de juny de 1996      | Doltcini-Van Eyck-Proximus (2021) |  |
| Mijntje Geurts | 25 de octubre de 2003  |                                   |  |
| Esmée Gielkens | 12 de setembre de 2001 |                                   |  |
| Josie Knight | 29 de març de 1997     | Team WNT (2017)                   |  |
| Abby-Mae Parkinson | 30 de juliol de 1997   | Lotto Soudal Ladies (2022)        |  |
| Marla Sigmund | 23 de juny de 2003     |                                   |  |
| Ines Van de Paar | 3 de març de 2003      |                                   |  |
| Elise vander Sande | 1 de desembre de 1997  | Keukens Redant (2020)             |  |
| Sterre Vervloet | 26 de novembre de 2003 |                                   |  |
| Kylie Waterreus | 22 de març de 1998     | Multum Accountants (2021)         |  |
| |                        |                                   |  |
| Font: UCI |                        |                                   |  |

| Llista de l'equip 2023 | Llista de l'equip 2023 | Llista de l'equip 2023                    | Llista de l'equip 2023 |
| Ciclista               | Data de naixement      | Equip previ                               |                        |
| ---------------------- | ---------------------- | ----------------------------------------- | ---------------------- |
| Wilma Aintila          | 12 de abril de 2004    | Team Rytger powered by Carl Ras (2022)    |                        |
| Fauve Bastiaenssen     | 22 de octubre de 1997  |                                           |                        |
| Kristýna Burlová       | 25 de març de 2002     |                                           |                        |
| Katrijn De Clercq      | 5 de febrer de 2002    |                                           |                        |
| Mieke Docx             | 8 de juny de 1996      | Doltcini-Van Eyck-Proximus (2021)         |                        |
| Mijntje Geurts         | 25 de octubre de 2003  |                                           |                        |
| Esmée Gielkens         | 12 de setembre de 2001 |                                           |                        |
| Julie Hendrickx        | 8 de agost de 2003     | Bingoal-Chevalmeire-Van Eyck Sport (2022) |                        |
| Mette Egtoft Jensen    | 15 de febrer de 2001   | Watersley R&D Cycling Team (2022)         |                        |
| Julie Nicolaes         | 1 de gener de 2004     |                                           |                        |
| Julie Sap              | 10 de juny de 1992     | Keukens Redant (2022)                     |                        |
| Marla Sigmund          | 23 de juny de 2003     |                                           |                        |
| Quinty van de Guchte   | 9 de setembre de 1999  | Keukens Redant (2022)                     |                        |
| Ines Van de Paar       | 3 de març de 2003      |                                           |                        |
| Sterre Vervloet        | 26 de novembre de 2003 |                                           |                        |
|                        |                        |                                           |                        |
| Font: ProCyclingStats  |                        |                                           |                        |

| \| Llista de l'equip 2024 \| Llista de l'equip 2024 \| Llista de l'equip 2024 \| Llista de l'equip 2024 \| \| Ciclista \| Data de naixement \| Equip previ \| \| \| ---------------------- \| ---------------------- \| ----------------------------------------- \| ---------------------- \| \| Wilma Aintila \| 12 de abril de 2004 \| Team Rytger powered by Carl Ras (2022) \| \| \| Maureen Arens \| 16 de abril de 2003 \| AG Insurance-Soudal Quick-Step (2023) \| \| \| Fauve Bastiaenssen \| 22 de octubre de 1997 \| \| \| \| Dina Boels \| 14 de gener de 2005 \| \| \| \| Katrijn De Clercq \| 5 de febrer de 2002 \| \| \| \| Thalita de Jong \| 6 de novembre de 1993 \| Liv Racing TeqFind (2023) \| \| \| Audrey De Keersmaeker \| 9 de juliol de 1999 \| De Ceuster-Bonache Cycling Team (2023) \| \| \| Mieke Docx \| 8 de juny de 1996 \| Doltcini-Van Eyck-Proximus (2021) \| \| \| Esmée Gielkens \| 12 de setembre de 2001 \| \| \| \| Alberte Greve \| 16 de setembre de 2005 \| Team Rytger powered by Carl Ras (2023) \| \| \| Julie Hendrickx \| 8 de agost de 2003 \| Bingoal-Chevalmeire-Van Eyck Sport (2022) \| \| \| Julie Nicolaes \| 1 de gener de 2004 \| \| \| \| Samantha Scott \| 1 de maig de 2005 \| \| \| \| Quinty van de Guchte \| 9 de setembre de 1999 \| Keukens Redant (2022) \| \| \| Anna van Wersch \| 14 de agost de 2001 \| VD Velden Adviseurs (2023) \| \| \| Sterre Vervloet \| 26 de novembre de 2003 \| \| \| \| \| \| \| \| \| Font: ProCyclingStats \| \| \| \| |                        |                                           |  |
| Llista de l'equip 2024 |                        |                                           |  |
| Ciclista | Data de naixement      | Equip previ                               |  |
| Wilma Aintila | 12 de abril de 2004    | Team Rytger powered by Carl Ras (2022)    |  |
| Maureen Arens | 16 de abril de 2003    | AG Insurance-Soudal Quick-Step (2023)     |  |
| Fauve Bastiaenssen | 22 de octubre de 1997  |                                           |  |
| Dina Boels | 14 de gener de 2005    |                                           |  |
| Katrijn De Clercq | 5 de febrer de 2002    |                                           |  |
| Thalita de Jong | 6 de novembre de 1993  | Liv Racing TeqFind (2023)                 |  |
| Audrey De Keersmaeker | 9 de juliol de 1999    | De Ceuster-Bonache Cycling Team (2023)    |  |
| Mieke Docx | 8 de juny de 1996      | Doltcini-Van Eyck-Proximus (2021)         |  |
| Esmée Gielkens | 12 de setembre de 2001 |                                           |  |
| Alberte Greve | 16 de setembre de 2005 | Team Rytger powered by Carl Ras (2023)    |  |
| Julie Hendrickx | 8 de agost de 2003     | Bingoal-Chevalmeire-Van Eyck Sport (2022) |  |
| Julie Nicolaes | 1 de gener de 2004     |                                           |  |
| Samantha Scott | 1 de maig de 2005      |                                           |  |
| Quinty van de Guchte | 9 de setembre de 1999  | Keukens Redant (2022)                     |  |
| Anna van Wersch | 14 de agost de 2001    | VD Velden Adviseurs (2023)                |  |
| Sterre Vervloet | 26 de novembre de 2003 |                                           |  |
| |                        |                                           |  |
| Font: ProCyclingStats |                        |                                           |  |

| Llista de l'equip 2024 | Llista de l'equip 2024 | Llista de l'equip 2024                    | Llista de l'equip 2024 |
| Ciclista               | Data de naixement      | Equip previ                               |                        |
| ---------------------- | ---------------------- | ----------------------------------------- | ---------------------- |
| Wilma Aintila          | 12 de abril de 2004    | Team Rytger powered by Carl Ras (2022)    |                        |
| Maureen Arens          | 16 de abril de 2003    | AG Insurance-Soudal Quick-Step (2023)     |                        |
| Fauve Bastiaenssen     | 22 de octubre de 1997  |                                           |                        |
| Dina Boels             | 14 de gener de 2005    |                                           |                        |
| Katrijn De Clercq      | 5 de febrer de 2002    |                                           |                        |
| Thalita de Jong        | 6 de novembre de 1993  | Liv Racing TeqFind (2023)                 |                        |
| Audrey De Keersmaeker  | 9 de juliol de 1999    | De Ceuster-Bonache Cycling Team (2023)    |                        |
| Mieke Docx             | 8 de juny de 1996      | Doltcini-Van Eyck-Proximus (2021)         |                        |
| Esmée Gielkens         | 12 de setembre de 2001 |                                           |                        |
| Alberte Greve          | 16 de setembre de 2005 | Team Rytger powered by Carl Ras (2023)    |                        |
| Julie Hendrickx        | 8 de agost de 2003     | Bingoal-Chevalmeire-Van Eyck Sport (2022) |                        |
| Julie Nicolaes         | 1 de gener de 2004     |                                           |                        |
| Samantha Scott         | 1 de maig de 2005      |                                           |                        |
| Quinty van de Guchte   | 9 de setembre de 1999  | Keukens Redant (2022)                     |                        |
| Anna van Wersch        | 14 de agost de 2001    | VD Velden Adviseurs (2023)                |                        |
| Sterre Vervloet        | 26 de novembre de 2003 |                                           |                        |
|                        |                        |                                           |                        |
| Font: ProCyclingStats  |                        |                                           |                        |